# Tour de Francia 2014
La 101.ª edición del Tour de Francia se disputó entre los días 5 y 27 de julio de 2014.
Esta edición comenzó en la ciudad inglesa de Leeds (Reino Unido), donde se realizaron tres etapas. A partir de la 4.ª etapa el Tour de France se trasladó a Francia y transitó por países vecinos como Bélgica y España. La carrera no contó con prólogo, tuvo seis etapas de montaña (cinco finales en alto), una etapa con pavé (la 5.ª) y una contrarreloj el penúltimo día de 54 km .
La carrera formó parte del UCI WorldTour 2014.
Como curiosidad fue la vigésima vez que la carrera comenzó fuera de territorio francés y la segunda que partió de territorio británico, ya que en el 2007 la carrera comenzó en Londres.
El ganador final fue Vincenzo Nibali tras dominar la carrera al ganar 4 etapas -solo le igualó en etapas el esprínter Marcel Kittel- y logrando estar 19 de 21 días de líder; su diferencia respecto al segundo fue de 7 min 37 s teniendo que remontarse hasta el Tour del 1997 para encontrar una diferencia mayor. Le acompañaron en el podio los franceses Jean-Christophe Péraud y Thibaut Pinot.
En las clasificaciones y premios secundarios se impusieron Peter Sagan (puntos), Rafał Majka (montaña), Thibaut Pinot (jóvenes), Ag2r La Mondiale (equipos) y Alessandro De Marchi (combatividad).

## Recorrido
En la edición de 2014, ASO decidió comenzar el Tour de Francia en el Reino Unido, más precisamente en Leeds (Condado de Yokshire), siendo la 20.ª vez que parte en el extranjero y la segunda en el Reino Unido.
Tres etapas se disputaron en suelo británico comenzando la primera en la ciudad de Leeds, para terminar en Harrogate. La 2.ª etapa entre York y Sheffield el recorrido presentó nueve cotas, en un recorrido muy similar a lo que es la clásica Lieja-Bastoña-Lieja. La tercera etapa, luego de partir en Cambridge llegó a Londres para finalizar frente al Palacio de Buckingham, con un recorrido plano.
Luego de ingresar a suelo francés en la cuarta etapa, la quinta jornada tuvo la particularidad de que en algunos tramos se transitó sobre pavé. Esta etapa plana comenzó en Ypres (Bélgica), ingresando a Francia a los 50 km de carrera. Los últimos 70 km los corredores debieron pasar por 7 tramos adoquinados, sumando 13 km sobre adoquines. Estos tramos se utilizan en la París-Roubaix, siendo la mayoría transitados en sentido contrario a como se hace en el Infierno del Norte. A continuación dos etapas llanas con final en Reims y Nancy, para luego llegar a los Vosgos en la 8.ª etapa. El pasaje por los Vosgos tuvo tres etapas difíciles: la primera entre Tomblaine y Gérardmercon tres ascensos en los últimos 30 km, finalizó con un pequeño puerto de 2 km, la segunda salió de Gérardmer y llegó a Mulhouse con 5 puertos de 3.ª y 2.ª categoría y uno de 1.ª. Y la última etapa en los Vosgos unió Mulhouse y La Planche des Belles Fillesserá, con cuatro puertos de primera categoría y primer final en alto de la carrera.
Luego de una jornada de descanso en Besançon, tuvieron dos etapas onduladas con finales en Oyonnax y Saint-Étienne. A partir de allí se llegó a los Alpes, donde este año fueron solo 2 etapas y 5 puertos de montaña. La primera finalizó en Chamrousse, en un puerto de categoría especial teniendo que subir previamente un puerto de primera (el Col de Palaquit). Al día siguiente partiendo de Grenoble, se subió el Col du Lautaret (1.ª categoría), el Col d'Izoard (HC) y terminó en Risoul (1.ª). Previo a una nueva jornada de descanso unieron Tallard con Nimes en una etapa sin dificultades.
La carrera se reinició en Carcasona ya para afrontar las tres etapas pirenaicas. La más larga del Tour fue entre Carcasona y Bagnères-de-Luchon de 237 km. Además se subió al Col de Portet-d'Aspet (2.ª) y al Port de Balès (HC). La etapa 17.ª tuvo otro final en alto en Pla d'Adet (HC), con tres subidas previas de 1.ª categoría (Portillon, Peyresourde y Val Louron-Azet). La subida al Portillon se hizo por la vertiente de Bosost, y por un breve pasaje se entró a España. La última etapa en los Pirineos fue el quinto final en alto de la carrera y tuvo dos ascensos de categoría especial; acabó en el Hautacam, pasando previamente por el Tourmalet.
En la recta final del Tour, tuvieron una etapa llana (la 19.ª), antes de afrontar la contrarreloj individual de 54 km y la última etapa con llegada en París.

## Equipos participantes

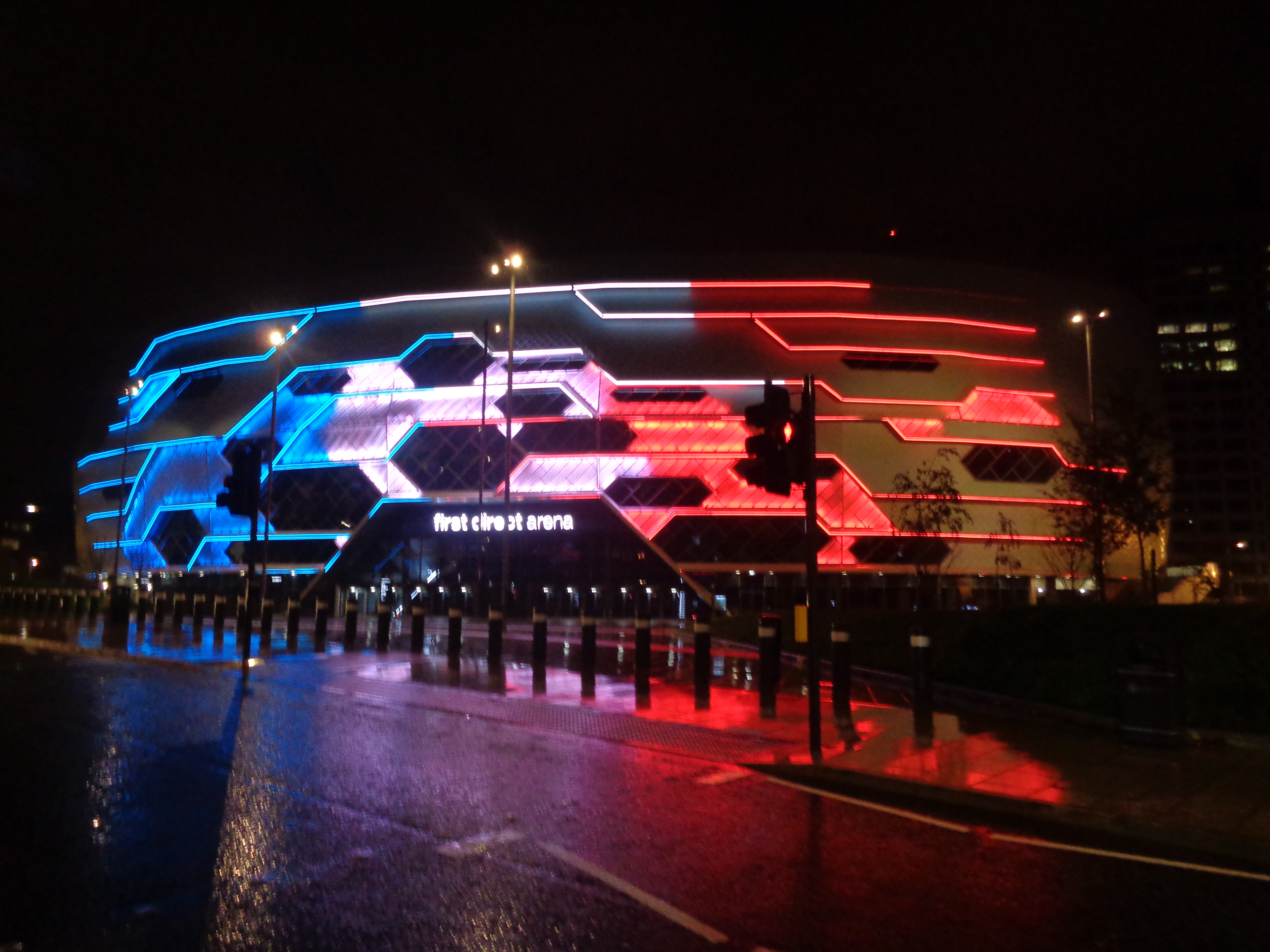
estadio oficial del perevento

Tomaron parte en la carrera 22 equipos. Los 18 de categoría UCI ProTeam (al ser obligada y tener asegurada su participación); más 4 de categoría Profesional Continental invitados por la organización (Cofidis, Solutions Crédits, IAM Cycling, Bretagne-Séché Environnement y Team NetApp-Endura). Formando así un pelotón de 198 ciclistas (cerca del límite de 200 establecido para carreras profesionales), con 9 corredores cada equipo, de los que acabaron 166. Los equipos participantes fueron:
| ProTeams (18)- AG2R La Mondiale - Astana - Belkin - BMC Racing Team - Cannondale - Team Europcar - FDJ.fr - Garmin-Sharp - Giant-Shimano - Katusha - Lampre-Merida - Lotto-Belisol - Movistar Team - Omega Pharma-Quick Step - Orica-GreenEDGE - Sky - Tinkoff-Saxo - Trek Factory Racing Equipos continentales profesionales (4)- Bretagne-Séché Environnement - Cofidis, Solutions Crédits - IAM Cycling - NetApp-Endura |
| |

Cheng Ji (Giant-Shimano) fue el primer ciclista chino en disputar el Tour en una polémica decisión del equipo, este corredor ya fue el primer chino en disputar la Vuelta a España (en 2012) acabando último, misma posición en que finalizó el Tour. También fue el primero en disputar el Giro de Italia (en 2013) abandonando en la 5.ª etapa.
Por otra parte destacó la veteranía de varios corredores. De los 198 que iniciaron, 19 tenían 35 años o más, siendo los más veteranos Chris Horner (Lampre-Merida) y Jens Voigt (Trek Factory Racing) con 42 años. Este último llegó a 17 participaciones en el Tour, igualando el récord que ostentaban George Hincapie y Stuart O'Grady. En este sentido, también destacaron Matteo Tosatto (Tinkoff-Saxo) y Alessandro Petacchi (Omega Pharma-Quick Step Cycling Team) con 40 años. Por su parte Haimar Zubeldia (Trek Factory Racing) con 37 años cumplió su 13.ª participación lo que le convirtió en el ciclista español con más participaciones en la ronda gala. Todos los mencionados lograron acabar la carrera, Horner y Zubeldia como los mejores de su equipo.

## Reglamento

### Coeficientes para el fuera de control
Como es habitual la organización de la carrera estableció un baremo de coeficientes de dificultad para establecer el tiempo del "fuera de control" con la consiguiente descalificación del ciclista en caso de superarlo. En este caso hubo 6 coeficientes. El coeficiente 1 se aplicó a etapas llanas con pocas o ninguna dificultades montañosas. El coeficiente 2 denotó etapas de recorrido accidentado, el 3 se aplicó a etapas cortas de recorrido accidentado (la 4.ª), el 4 a etapas de gran dificultad y por tanto de alta montaña, el 5 fue para etapas de gran dificultad y alta montaña pero con la particularidad de ser cortas de recorrido y por último el 6 quedó reservado para la contrarreloj individual (la 20.ª). No obstante los jueces podían "repescar" a corredores que superasen dicho tiempo siempre que se diesen situaciones excepcionales.
Para calcular el tiempo se mira a que coeficiente pertenece la etapa y a partir de ahí se mira la siguiente tabla que establece un porcentaje dependiendo la velocidad media del ganador de la misma. Así por ejemplo si en una etapa de coeficiente 1 con una media de entre 46 km/h y 48 km/h se acaba en 4 horas (240 minutos) el fuera de control para descalificar al ciclista se establece en 24 min (240 x 10%).
El baremo utilizado fue el siguiente:
| Coeficiente 1                                                             | Coeficiente 1 | Coeficiente 1 | Coeficiente 1 | Coeficiente 1 | Coeficiente 1 |
| ------------------------------------------------------------------------- | ------------- | ------------- | ------------- | ------------- | ------------- |
| Se aplicó en las etapas: 1.ª, 3.ª, 4.ª, 6.ª, 7.ª, 12.ª, 15.ª, 19.ª y 21.ª |               |               |               |               |               |
| Vel. media                                                                | Porcentaje    |               |               |               |               |
| menos de 36 km/h                                                          | 3%            |               |               |               |               |
| entre 36 km/h y 38 km/h                                                   | 4%            |               |               |               |               |
| entre 38 km/h y 40 km/h                                                   | 5%            |               |               |               |               |
| entre 40 km/h y 42 km/h                                                   | 6%            |               |               |               |               |
| entre 42 km/h y 44 km/h                                                   | 7%            |               |               |               |               |
| entre 44 km/h y 46 km/h                                                   | 8%            |               |               |               |               |
| entre 46 km/h y 48 km/h                                                   | 9%            |               |               |               |               |
| entre 48 km/h y 50 km/h                                                   | 10%           |               |               |               |               |
| más de 50 km/h                                                            | 11%           |               |               |               |               |

| Coeficiente 2                                       | Coeficiente 2 | Coeficiente 2 | Coeficiente 2 | Coeficiente 2 | Coeficiente 2 |
| --------------------------------------------------- | ------------- | ------------- | ------------- | ------------- | ------------- |
| Se aplicó en las etapas: 2.ª, 8.ª, 9.ª, 11.ª y 16.ª |               |               |               |               |               |
| Vel. media                                          | Porcentaje    |               |               |               |               |
| menos de 35 km/h                                    | 6%            |               |               |               |               |
| entre 35 km/h y 36 km/h                             | 7%            |               |               |               |               |
| entre 36 km/h y 37 km/h                             | 8%            |               |               |               |               |
| entre 37 km/h y 38 km/h                             | 9%            |               |               |               |               |
| entre 38 km/h y 39 km/h                             | 10%           |               |               |               |               |
| entre 39 km/h y 40 km/h                             | 11%           |               |               |               |               |
| entre 40 km/h y 41 km/h                             | 12%           |               |               |               |               |
| entre 41 km/h y 42 km/h                             | 13%           |               |               |               |               |
| entre 42 km/h y 43 km/h                             | 14%           |               |               |               |               |
| entre 43 km/h y 44 km/h                             | 15%           |               |               |               |               |
| entre 44 km/h y 45 km/h                             | 16%           |               |               |               |               |
| entre 45 km/h y 46 km/h                             | 17%           |               |               |               |               |
| más de 46 km/h                                      | 18%           |               |               |               |               |

| Coeficiente 3             | Coeficiente 3 | Coeficiente 3 | Coeficiente 3 | Coeficiente 3 | Coeficiente 3 |
| ------------------------- | ------------- | ------------- | ------------- | ------------- | ------------- |
| Se aplicó en la etapa 5.ª |               |               |               |               |               |
| Vel. media                | Porcentaje    |               |               |               |               |
| menos de 35 km/h          | 10%           |               |               |               |               |
| entre 35 km/h y 36 km/h   | 11%           |               |               |               |               |
| entre 36 km/h y 37 km/h   | 12%           |               |               |               |               |
| entre 37 km/h y 38 km/h   | 13%           |               |               |               |               |
| entre 38 km/h y 39 km/h   | 14%           |               |               |               |               |
| entre 39 km/h y 40 km/h   | 15%           |               |               |               |               |
| entre 40 km/h y 41 km/h   | 16%           |               |               |               |               |
| entre 41 km/h y 42 km/h   | 17%           |               |               |               |               |
| entre 42 km/h y 43 km/h   | 18%           |               |               |               |               |
| entre 43 km/h y 44 km/h   | 19%           |               |               |               |               |
| entre 44 km/h y 45 km/h   | 20%           |               |               |               |               |
| entre 45 km/h y 46 km/h   | 21%           |               |               |               |               |
| más de 46 km/h            | 22%           |               |               |               |               |

| Coeficiente 4                             | Coeficiente 4 | Coeficiente 4 | Coeficiente 4 | Coeficiente 4 | Coeficiente 4 |
| ----------------------------------------- | ------------- | ------------- | ------------- | ------------- | ------------- |
| Se aplicó en las etapas 10.ª, 13.ª y 14.ª |               |               |               |               |               |
| Vel. media                                | Porcentaje    |               |               |               |               |
| menos de 30 km/h                          | 7%            |               |               |               |               |
| entre 30 km/h y 31 km/h                   | 8%            |               |               |               |               |
| entre 31 km/h y 32 km/h                   | 9%            |               |               |               |               |
| entre 32 km/h y 33 km/h                   | 10%           |               |               |               |               |
| entre 33 km/h y 34 km/h                   | 11%           |               |               |               |               |
| entre 34 km/h y 35 km/h                   | 12%           |               |               |               |               |
| entre 35 km/h y 36 km/h                   | 13%           |               |               |               |               |
| entre 36 km/h y 37 km/h                   | 14%           |               |               |               |               |
| entre 37 km/h y 38 km/h                   | 15%           |               |               |               |               |
| entre 38 km/h y 39 km/h                   | 16%           |               |               |               |               |
| entre 39 km/h y 40 km/h                   | 17%           |               |               |               |               |
| más de 40 km/h                            | 18%           |               |               |               |               |

| Coeficiente 5                       | Coeficiente 5 | Coeficiente 5 | Coeficiente 5 | Coeficiente 5 | Coeficiente 5 |
| ----------------------------------- | ------------- | ------------- | ------------- | ------------- | ------------- |
| Se aplicó en las etapas 17.ª y 18.ª |               |               |               |               |               |
| Vel. media                          | Porcentaje    |               |               |               |               |
| menos de 30 km/h                    | 11%           |               |               |               |               |
| entre 30 km/h y 31 km/h             | 12%           |               |               |               |               |
| entre 31 km/h y 32 km/h             | 13%           |               |               |               |               |
| entre 32 km/h y 33 km/h             | 14%           |               |               |               |               |
| entre 33 km/h y 34 km/h             | 15%           |               |               |               |               |
| entre 34 km/h y 35 km/h             | 16%           |               |               |               |               |
| entre 35 km/h y 36 km/h             | 17%           |               |               |               |               |
| entre 36 km/h y 37 km/h             | 18%           |               |               |               |               |
| entre 37 km/h y 38 km/h             | 19%           |               |               |               |               |
| entre 38 km/h y 39 km/h             | 20%           |               |               |               |               |
| entre 39 km/h y 40 km/h             | 21%           |               |               |               |               |
| más de 40 km/h                      | 22%           |               |               |               |               |

| Coeficiente 6              | Coeficiente 6 | Coeficiente 6 | Coeficiente 6 | Coeficiente 6 | Coeficiente 6 |
| -------------------------- | ------------- | ------------- | ------------- | ------------- | ------------- |
| Se aplicó en la etapa 20.ª |               |               |               |               |               |
| Vel. media                 | Porcentaje    |               |               |               |               |
| En todos los casos         | 25%           |               |               |               |               |

Los medios especializados advirtieron que este baremo era mucho "más amplio" que en ediciones anteriores con lo que era difícil que los corredores superasen dicho límite.
Los "repescados" a pesar de superar el tiempo de fuera de control fueron:
- Tiago Machado y Andreas Schillinger (NetApp-Endura) en la 10.ª etapa. El primero por verse envuelto en una caída que le hizo estar 12 minutos en la ambulancia,[14] de hecho se anunció su retirada aunque luego reemprendió la marcha y rodó prácticamente solo -posteriormente acompañado por un compañero de equipo-, sin abandonar, más de 100 km; y el segundo por ayudarle a acabar la etapa. El fuera de control estaba establecido en 37 minutos y 27 segundos -14% de 4 h 27 min 26 s- y llegaron a 43 minutos y 6 segundos del ganador de la etapa.[15]

El único descalificado por fuera de control fue:
- Alexander Porsev (Katusha) en la 13.ª etapa. El fuera de control estaba establecido en 46 minutos y 53 segundos -15% de 5 h 12 min 29 s- y llegó a 47 minutos y 27 segundos del ganador de la etapa.[14][6]

## Etapas
| Etapa      | Fecha     | Recorrido                                  | type                    | Distancia (km) | Ganador              | Líder           |
| ---------- | --------- | ------------------------------------------ | ----------------------- | -------------- | -------------------- | --------------- |
| 1.ª etapa  | 5 de jul  | Leeds – Harrogate                          | etapa llana             | 190,5          | Marcel Kittel        | Marcel Kittel   |
| 2.ª etapa  | 6 de jul  | York – Sheffield                           | etapa escarpada         | 201            | Vincenzo Nibali      | Vincenzo Nibali |
| 3.ª etapa  | 7 de jul  | Cambridge – Londres                        | etapa llana             | 155            | Marcel Kittel        | Vincenzo Nibali |
| 4.ª etapa  | 8 de jul  | Le Touquet-Paris-Plage – Villeneuve-d'Ascq | etapa llana             | 163,5          | Marcel Kittel        | Vincenzo Nibali |
| 5.ª etapa  | 9 de jul  | Ypres – Arenberg                           | etapa llana             | 155,5          | Lars Boom            | Vincenzo Nibali |
| 6.ª etapa  | 10 de jul | Arrás – Reims                              | etapa llana             | 194            | André Greipel        | Vincenzo Nibali |
| 7.ª etapa  | 11 de jul | Épernay – Nancy                            | etapa llana             | 234,5          | Matteo Trentin       | Vincenzo Nibali |
| 8.ª etapa  | 12 de jul | Tomblaine – Gérardmer                      | etapa escarpada         | 161            | Blel Kadri           | Vincenzo Nibali |
| 9.ª etapa  | 13 de jul | Gérardmer – Mulhouse                       | etapa escarpada         | 170            | Tony Martin          | Tony Gallopin   |
| 10.ª etapa | 14 de jul | Mulhouse – La Planche des Belles Filles    | etapa de montaña        | 161,5          | Vincenzo Nibali      | Vincenzo Nibali |
| 11.ª etapa | 16 de jul | Besanzón – Oyonnax                         | etapa escarpada         | 187,5          | Tony Gallopin        | Vincenzo Nibali |
| 12.ª etapa | 17 de jul | Bourg-en-Bresse – Saint-Étienne            | etapa escarpada         | 185,5          | Alexander Kristoff   | Vincenzo Nibali |
| 13.ª etapa | 18 de jul | Saint-Étienne – Chamrousse                 | etapa de montaña        | 197,5          | Vincenzo Nibali      | Vincenzo Nibali |
| 14.ª etapa | 19 de jul | Grenoble – Risoul                          | etapa de montaña        | 177            | Rafał Majka          | Vincenzo Nibali |
| 15.ª etapa | 20 de jul | Tallard – Nimes                            | etapa llana             | 222            | Alexander Kristoff   | Vincenzo Nibali |
| 16.ª etapa | 22 de jul | Carcasona – Bagnères-de-Luchon             | etapa de montaña        | 237,5          | Michael Rogers       | Vincenzo Nibali |
| 17.ª etapa | 23 de jul | Saint-Gaudens – Pla d'Adet                 | etapa de montaña        | 124,5          | Rafał Majka          | Vincenzo Nibali |
| 18.ª etapa | 24 de jul | Pau – Hautacam                             | etapa de montaña        | 145,5          | Vincenzo Nibali      | Vincenzo Nibali |
| 19.ª etapa | 25 de jul | Maubourguet – Bergerac                     | etapa llana             | 208,5          | Ramūnas Navardauskas | Vincenzo Nibali |
| 20.ª etapa | 26 de jul | Bergerac – Périgueux                       | contrarreloj individual | 54             | Tony Martin          | Vincenzo Nibali |
| 21.ª etapa | 27 de jul | Évry – Avenida de los Campos Elíseos       | etapa llana             | 137,5          | Marcel Kittel        | Vincenzo Nibali |

Nota: En principio la quinta etapa estaba previsto que tuviese 155,5 km, pero esta se redujo 3 km hasta los 152,5 que finalmente se disputaron debido al mal tiempo que hicieron que se suprimiesen dos tramos de pavé

## Desarrollo general
La primera etapa fue tranquila hasta los últimos kilómetros, donde ídolo local Mark Cavendish sufrió una caída en el sprint final junto a Simon Gerrans que lo obligó a abandonar la carrera. El alemán Marcel Kittel ganó por delante de Peter Sagan vistiéndose con el primer maillot amarillo. La segunda etapa, Vincenzo Nibali lanzó un ataque al grupo de favoritos en los últimos kilómetros para ganar en solitario por solo 2 segundos pasando a ser el nuevo líder del Tour. La tercera y cuarta etapa fueron nuevamente definidas en sprint y dominadas por Kittel, relegando al segundo lugar a Sagan y Alexander Kristoff respectivamente.
En condiciones climáticas muy difíciles, se disputó la quinta etapa con los temidos tramos sobre adoquines y estuvo marcada por las numerosas caídas, entre ellos el campeón defensor Christopher Froome quien debió abandonar la carrera. Lars Boom, ganó por delante de Jakob Fuglsang y Vincenzo Nibali, quien conservó su maillot amarillo y relegó al mismo tiempo a la mayoría de los otros favoritos en 2 minutos y a su principal rival, Alberto Contador, en más de 2 minutos 30 segundos. La sexta etapa fue definida en sprint y ganada por el campeón alemán André Greipel. En la séptima etapa, luego de una cota de 4.ª categoría cerca del final, llegó un grupo de 27 corredores en primer lugar y fue ganada por Matteo Trentin que dominó sobre la línea a Peter Sagan.
Durante la octava etapa, Blel Kadri ganó en forma solitaria con más de 2 minutos de diferencia sobre Alberto Contador y el maillot amarillo Vincenzo Nibali. Tony Martin ganó la novena etapa luego de marcharse en solitario en la última subida, y hacer una exhibición en 60 km que faltaban para la meta. Tony Gallopin que llegó en un grupo perseguidor, logró sacar la diferencia suficiente al pelotón principal como para ponerse el maillot amarillo desplazando a Nibali al segundo lugar. La décima etapa fue la primera de montaña y la Planche des Belles Filles fue el primer final en alto de la carrera. Fue ganada por Vincenzo Nibali, que así recuperó el primer lugar en la clasificación general, manteniendo más de 2 min de diferencia con su más inmediato perseguidor, Richie Porte. Esta etapa estuvo marcada por la caída y posterior abandono kilómetros más adelante de Alberto Contador.
Después del primer día de descanso, Tony Gallopin ganó la undécima etapa después de lanzar un ataque en los últimos kilómetros y lograr llegar primero a meta justo cuando era alcanzado por el pelotón. La duodécima etapa, última antes del paso por los Alpes, se llegó en pelotón y fue ganada por el noruego Alexander Kristoff, por delante de Peter Sagan y el campeón de Francia Arnaud Démare.
Durante la primera etapa de montaña en los Alpes, Vincenzo Nibali ganó en solitario en Chamrousse, logrando su tercera victoria. El desfallecimiento de Richie Porte lo relegó en las posiciones y Alejandro Valverde pasó a ser el segundo en la general a más de 3 minutos de Nibali, seguido de los jóvenes franceses Romain Bardet y Thibaut Pinot a más de 4 minutos. Rafał Majka ganó la decimocuarta etapa y Nibali llegó segundo luego de haber dejado atrás a sus rivales directos y ampliando aún más las diferencias en la general. La etapa de transición antes de los Pirineos, tuvo la llegada en Nimes y fue ganada en sprint por Alexander Kristoff.
La decimosexta etapa, primera en los Pirineos fue ganada por Michael Rogers, quien formó parte de la fuga del día y se marchó en solitario en el descenso del Port de Balès para ganar en Bagnères-de-Luchon. Al día siguiente, su compañero de equipo Rafał Majka, también partió desde la fuga del día en el ascenso a Pla d'Adet, alcanzando y superando en los kilómetros finales a Giovanni Visconti, quien marchaba por delante. Majka logró su segunda etapa y prácticamente aseguró el maillot de lunares como mejor escalador, mientras que Nibali atacó a sus rivales siendo seguido solamente por Jean-Christophe Péraud y continuó acrecentado la ventaja, dejando a Valverde a más de 5 minutos en la general. La última etapa de montaña con final en el Hautacam, Nibali sorprendió con un ataque lejano, a unos 10 km de la cima. Alcanzó y superó a Mikel Nieve quién iba escapadado y se hizo con la etapa, dejando a más de un minuto a Thibaut Pinot, Rafał Majka y Jean-Christophe Péraud y a 2 minutos a Valverde. En consecuencia, Valverde perdió su lugar en el podio cayendo al cuarto lugar, 15 segundos detrás de Thibaut Pinot y a 2 segundos de Péraud y todos, a más de 7 minutos del líder Vincenzo Nibali.
La contrarreloj fue ganada por el favorito y campeón del mundo de la especialidad, Tony Martin, logrando su segunda etapa. Con una diferencia más que tranquilizadora sobre sus más cercanos rivales, Vincenzo Nibali hizo el cuarto tiempo. La lucha estuvo por el segundo y tercer lugar del podio ya que a Pinot, Péraud y Valverde los distanciaban 15 segundos. De los 3, el más especialista era Péraud y lo confirmó en los tiempos terminando en la 7.ª posición, mientras que Pinot fue 12.º y Valverde 28.º. Así Jean-Christophe Péraud, le arrebató el segundo cajón del podio a su compatriota que bajó al tercer lugar y Valverde mantuvo el cuarto puesto. La última etapa, como es típico se definió en sprint y Marcel Kittel logró la cuarta victoria.
Vincenzo Nibali, se coronó campeón del Tour y además de ser el primer italiano en ganarlo desde que Pantani lo hiciera en 1998, entró al selecto grupo de ganadores de la triple corona (Tour, Giro y Vuelta). Por otra parte el 2.º y 3.er lugar de Péraud y Pinot, marcó un momento especial para el ciclismo galo, ya que hacía 17 años que no subía un francés al podio y 30 años que no subían dos.

## Clasificaciones finales

### Clasificación general
| \| Clasificación general \| Clasificación general \| Clasificación general \| Clasificación general \| Clasificación general \| \| Ciclista \| Ciclista \| Equipo \| Tiempo \| \| \| --------------------- \| ---------------------- \| ---------------------------- \| --------------------- \| --------------------- \| \| 1.º \| Vincenzo Nibali \| Astana \| 89 h 59 min 06 s \| \| \| 2.º \| Jean-Christophe Péraud \| AG2R La Mondiale \| + 7 min 37 s \| \| \| 3.º \| Thibaut Pinot \| FDJ.fr \| + 8 min 15 s \| \| \| 4.º \| Alejandro Valverde \| Movistar Team \| + 9 min 40 s \| \| \| 5.º \| Tejay van Garderen \| BMC Racing Team \| + 11 min 24 s \| \| \| 6.º \| Romain Bardet \| AG2R La Mondiale \| + 11 min 26 s \| \| \| 7.º \| Leopold König \| NetApp-Endura \| + 14 min 32 s \| \| \| 8.º \| Haimar Zubeldia \| Trek Factory Racing \| + 17 min 57 s \| \| \| 9.º \| Laurens ten Dam \| Belkin \| + 18 min 11 s \| \| \| 10.º \| Bauke Mollema \| Belkin \| + 21 min 15 s \| \| \| 11.º \| Pierre Rolland \| Team Europcar \| + 23 min 07 s \| \| \| 12.º \| Fränk Schleck \| Trek Factory Racing \| + 25 min 48 s \| \| \| 13.º \| Jurgen van den Broeck \| Lotto-Belisol \| + 34 min 01 s \| \| \| 14.º \| Yuri Trofímov \| Katusha \| + 36 min 41 s \| \| \| 15.º \| Steven Kruijswijk \| Belkin \| + 38 min 15 s \| \| \| 16.º \| Brice Feillu \| Bretagne-Séché Environnement \| + 43 min 59 s \| \| \| 17.º \| Chris Horner \| Lampre-Merida \| + 44 min 31 s \| \| \| 18.º \| Mikel Nieve \| Team Sky \| + 46 min 31 s \| \| \| 19.º \| John Gadret \| Movistar Team \| + 47 min 30 s \| \| \| 20.º \| Tanel Kangert \| Astana \| + 52 min 11 s \| \| |                        |                              |                  |
| |                        |                              |                  |
| Fuente: ProCyclingStats |                        |                              |                  |
| Clasificación general |                        |                              |                  |
| Ciclista | Ciclista               | Equipo                       | Tiempo           |
| 1.º | Vincenzo Nibali        | Astana                       | 89 h 59 min 06 s |
| 2.º | Jean-Christophe Péraud | AG2R La Mondiale             | + 7 min 37 s     |
| 3.º | Thibaut Pinot          | FDJ.fr                       | + 8 min 15 s     |
| 4.º | Alejandro Valverde     | Movistar Team                | + 9 min 40 s     |
| 5.º | Tejay van Garderen     | BMC Racing Team              | + 11 min 24 s    |
| 6.º | Romain Bardet          | AG2R La Mondiale             | + 11 min 26 s    |
| 7.º | Leopold König          | NetApp-Endura                | + 14 min 32 s    |
| 8.º | Haimar Zubeldia        | Trek Factory Racing          | + 17 min 57 s    |
| 9.º | Laurens ten Dam        | Belkin                       | + 18 min 11 s    |
| 10.º | Bauke Mollema          | Belkin                       | + 21 min 15 s    |
| 11.º | Pierre Rolland         | Team Europcar                | + 23 min 07 s    |
| 12.º | Fränk Schleck          | Trek Factory Racing          | + 25 min 48 s    |
| 13.º | Jurgen van den Broeck  | Lotto-Belisol                | + 34 min 01 s    |
| 14.º | Yuri Trofímov          | Katusha                      | + 36 min 41 s    |
| 15.º | Steven Kruijswijk      | Belkin                       | + 38 min 15 s    |
| 16.º | Brice Feillu           | Bretagne-Séché Environnement | + 43 min 59 s    |
| 17.º | Chris Horner           | Lampre-Merida                | + 44 min 31 s    |
| 18.º | Mikel Nieve            | Team Sky                     | + 46 min 31 s    |
| 19.º | John Gadret            | Movistar Team                | + 47 min 30 s    |
| 20.º | Tanel Kangert          | Astana                       | + 52 min 11 s    |

### Clasificación por puntos
| Clasificación por puntos | Clasificación por puntos | Clasificación por puntos | Clasificación por puntos | Clasificación por puntos |
| Ciclista                 | Ciclista                 | Equipo                   | Puntos                   |                          |
| ------------------------ | ------------------------ | ------------------------ | ------------------------ | ------------------------ |
| 1.º                      | Peter Sagan              | Cannondale               | 431 pts                  |                          |
| 2.º                      | Alexander Kristoff       | Katusha                  | 282 pts                  |                          |
| 3.º                      | Bryan Coquard            | Team Europcar            | 271 pts                  |                          |
| 4.º                      | Marcel Kittel            | Giant-Shimano            | 222 pts                  |                          |
| 5.º                      | Mark Renshaw             | Omega Pharma-Quick Step  | 211 pts                  |                          |
| 6.º                      | Vincenzo Nibali          | Astana                   | 182 pts                  |                          |
| 7.º                      | André Greipel            | Lotto-Belisol            | 169 pts                  |                          |
| 8.º                      | Ramūnas Navardauskas     | Garmin-Sharp             | 157 pts                  |                          |
| 9.º                      | Greg Van Avermaet        | BMC Racing Team          | 153 pts                  |                          |
| 10.º                     | Samuel Dumoulin          | AG2R La Mondiale         | 117 pts                  |                          |

### Clasificación de la montaña
| Clasificación de la montaña | Clasificación de la montaña | Clasificación de la montaña | Clasificación de la montaña | Clasificación de la montaña |
| Ciclista                    | Ciclista                    | Equipo                      | Puntos                      |                             |
| --------------------------- | --------------------------- | --------------------------- | --------------------------- | --------------------------- |
| 1.º                         | Rafał Majka                 | Tinkoff-Saxo                | 181 pts                     |                             |
| 2.º                         | Vincenzo Nibali             | Astana                      | 168 pts                     |                             |
| 3.º                         | Joaquim Rodríguez           | Katusha                     | 112 pts                     |                             |
| 4.º                         | Thibaut Pinot               | FDJ.fr                      | 89 pts                      |                             |
| 5.º                         | Jean-Christophe Péraud      | AG2R La Mondiale            | 85 pts                      |                             |
| 6.º                         | Alessandro De Marchi        | Cannondale                  | 78 pts                      |                             |
| 7.º                         | Thomas Voeckler             | Team Europcar               | 61 pts                      |                             |
| 8.º                         | Giovanni Visconti           | Movistar Team               | 54 pts                      |                             |
| 9.º                         | Alejandro Valverde          | Movistar Team               | 48 pts                      |                             |
| 10.º                        | Tejay van Garderen          | BMC Racing Team             | 48 pts                      |                             |

### Clasificación de los jóvenes
| Clasificación del mejor joven | Clasificación del mejor joven | Clasificación del mejor joven | Clasificación del mejor joven | Clasificación del mejor joven |
| Ciclista                      | Ciclista                      | Equipo                        | Tiempo                        |                               |
| ----------------------------- | ----------------------------- | ----------------------------- | ----------------------------- | ----------------------------- |
| 1.º                           | Thibaut Pinot                 | FDJ.fr                        | 90 h 07 min 21 s              |                               |
| 2.º                           | Romain Bardet                 | AG2R La Mondiale              | + 3 min 11 s                  |                               |
| 3.º                           | Michał Kwiatkowski            | Omega Pharma-Quick Step       | + 1 min 14 s                  |                               |
| 4.º                           | Tom Dumoulin                  | Giant-Shimano                 | + 1 min 40 s                  |                               |
| 5.º                           | Ion Izagirre                  | Movistar Team                 | + 1 h 52 min 35 s             |                               |
| 6.º                           | Rafał Majka                   | Tinkoff-Saxo                  | + 2 h 09 min 38 s             |                               |
| 7.º                           | Rudy Molard                   | Cofidis, Solutions Crédits    | + 2 h 26 min 07 s             |                               |
| 8.º                           | Benjamin King                 | Garmin-Sharp                  | + 2 h 33 min 44 s             |                               |
| 9.º                           | Tom Slagter                   | Garmin-Sharp                  | + 2 h 41 min 05 s             |                               |
| 10.º                          | Peter Sagan                   | Cannondale                    | + 2 h 44 min 37 s             |                               |

### Clasificación por equipos ciclistas
| Clasificación por equipos | Clasificación por equipos | Clasificación por equipos | Clasificación por equipos |
| Equipo                    | Equipo                    | Tiempo                    |                           |
| ------------------------- | ------------------------- | ------------------------- | ------------------------- |
| 1.º                       | AG2R La Mondiale          | 270 h 27 min 02 s         |                           |
| 2.º                       | Belkin                    | + 34 min 46 s             |                           |
| 3.º                       | Movistar Team             | + 1 h 06 min 10 s         |                           |
| 4.º                       | BMC Racing Team           | + 1 h 07 min 51 s         |                           |
| 5.º                       | Team Europcar             | + 1 h 34 min 57 s         |                           |
| 6.º                       | Astana                    | + 1 h 36 min 27 s         |                           |
| 7.º                       | Sky                       | + 1 h 40 min 36 s         |                           |
| 8.º                       | Trek Factory Racing       | + 2 h 06 min 00 s         |                           |
| 9.º                       | FDJ.fr                    | + 2 h 30 min 37 s         |                           |
| 10.º                      | Lampre-Merida             | + 2 h 32 min 46 s         |                           |

## Evolución de las clasificaciones
| Etapa                   |                         | Ganador _            | Clasificación general | Puntos        | Montaña           | Jóvenes            | Combatividad         | Equipo           |
| ----------------------- | ----------------------- | -------------------- | --------------------- | ------------- | ----------------- | ------------------ | -------------------- | ---------------- |
| 1.ª etapa               | etapa llana             | Marcel Kittel        | Marcel Kittel         | Marcel Kittel | Jens Voigt        | Peter Sagan        | Jens Voigt           | Sky              |
| 2.ª etapa               | etapa escarpada         | Vincenzo Nibali      | Vincenzo Nibali       | Peter Sagan   | Cyril Lemoine     | Peter Sagan        | Blel Kadri           | Sky              |
| 3.ª etapa               | etapa llana             | Marcel Kittel        | Vincenzo Nibali       | Peter Sagan   | Cyril Lemoine     | Peter Sagan        | Jan Bárta            | Sky              |
| 4.ª etapa               | etapa llana             | Marcel Kittel        | Vincenzo Nibali       | Peter Sagan   | Cyril Lemoine     | Peter Sagan        | Thomas Voeckler      | Sky              |
| 5.ª etapa               | etapa llana             | Lars Boom            | Vincenzo Nibali       | Peter Sagan   | Cyril Lemoine     | Peter Sagan        | Lieuwe Westra        | Astana           |
| 6.ª etapa               | etapa llana             | André Greipel        | Vincenzo Nibali       | Peter Sagan   | Cyril Lemoine     | Peter Sagan        | Luis Ángel Maté      | Astana           |
| 7.ª etapa               | etapa llana             | Matteo Trentin       | Vincenzo Nibali       | Peter Sagan   | Cyril Lemoine     | Peter Sagan        | Martin Elmiger       | Astana           |
| 8.ª etapa               | etapa escarpada         | Blel Kadri           | Vincenzo Nibali       | Peter Sagan   | Blel Kadri        | Michał Kwiatkowski | Blel Kadri           | Astana           |
| 9.ª etapa               | etapa escarpada         | Tony Martin          | Tony Gallopin         | Peter Sagan   | Tony Martin       | Michał Kwiatkowski | Tony Martin          | Astana           |
| 10.ª etapa              | etapa de montaña        | Vincenzo Nibali      | Vincenzo Nibali       | Peter Sagan   | Joaquim Rodríguez | Romain Bardet      | Tony Martin          | AG2R La Mondiale |
| 11.ª etapa              | etapa escarpada         | Tony Gallopin        | Vincenzo Nibali       | Peter Sagan   | Joaquim Rodríguez | Romain Bardet      | Nicolas Roche        | AG2R La Mondiale |
| 12.ª etapa              | etapa escarpada         | Alexander Kristoff   | Vincenzo Nibali       | Peter Sagan   | Joaquim Rodríguez | Romain Bardet      | Simon Clarke         | AG2R La Mondiale |
| 13.ª etapa              | etapa de montaña        | Vincenzo Nibali      | Vincenzo Nibali       | Peter Sagan   | Vincenzo Nibali   | Romain Bardet      | Alessandro De Marchi | AG2R La Mondiale |
| 14.ª etapa              | etapa de montaña        | Rafał Majka          | Vincenzo Nibali       | Peter Sagan   | Joaquim Rodríguez | Romain Bardet      | Alessandro De Marchi | AG2R La Mondiale |
| 15.ª etapa              | etapa llana             | Alexander Kristoff   | Vincenzo Nibali       | Peter Sagan   | Joaquim Rodríguez | Romain Bardet      | Martin Elmiger       | AG2R La Mondiale |
| 16.ª etapa              | etapa de montaña        | Michael Rogers       | Vincenzo Nibali       | Peter Sagan   | Rafał Majka       | Thibaut Pinot      | Cyril Gautier        | AG2R La Mondiale |
| 17.ª etapa              | etapa de montaña        | Rafał Majka          | Vincenzo Nibali       | Peter Sagan   | Rafał Majka       | Thibaut Pinot      | Romain Bardet        | AG2R La Mondiale |
| 18.ª etapa              | etapa de montaña        | Vincenzo Nibali      | Vincenzo Nibali       | Peter Sagan   | Rafał Majka       | Thibaut Pinot      | Mikel Nieve          | AG2R La Mondiale |
| 19.ª etapa              | etapa llana             | Ramūnas Navardauskas | Vincenzo Nibali       | Peter Sagan   | Rafał Majka       | Thibaut Pinot      | Tom Slagter          | AG2R La Mondiale |
| 20.ª etapa              | contrarreloj individual | Tony Martin          | Vincenzo Nibali       | Peter Sagan   | Rafał Majka       | Thibaut Pinot      | no otorgado          | AG2R La Mondiale |
| 21.ª etapa              | etapa llana             | Marcel Kittel        | Vincenzo Nibali       | Peter Sagan   | Rafał Majka       | Thibaut Pinot      | no otorgado          | AG2R La Mondiale |
| Clasificaciones finales | Clasificaciones finales |                      | Vincenzo Nibali       | Peter Sagan   | Rafał Majka       | Thibaut Pinot      | Alessandro De Marchi | AG2R La Mondiale |

## UCI World Tour
El Tour de Francia otorgó puntos para el UCI WorldTour 2014, solamente para corredores de equipos UCI ProTeam. Las siguientes tablas son el baremo de puntuación y los corredores que obtuvieron puntos:
| Posición              | 1.º | 2.º | 3.º | 4.º | 5.º | 6.º | 7.º | 8.º | 9.º | 10.º | 11.º | 12.º | 13.º | 14.º | 15.º | 16.º | 17.º | 18.º | 19.º | 20.º |
| Clasificación general | 200 | 150 | 120 | 110 | 100 | 90  | 80  | 70  | 60  | 50   | 40   | 30   | 24   | 20   | 16   | 12   | 10   | 8    | 6    | 4    |
| Por etapa             | 20  | 10  | 6   | 4   | 2   |     |     |     |     |      |      |      |      |      |      |      |      |      |      |      |

| Ciclista               | Equipo              | Puntos |
| ---------------------- | ------------------- | ------ |
| Vincenzo Nibali        | Astana              | 312    |
| Jean-Christophe Péraud | AG2R La Mondiale    | 168    |
| Thibaut Pinot          | FDJ.fr              | 148    |
| Alejandro Valverde     | Movistar            | 120    |
| Tejay van Garderen     | BMC Racing          | 102    |
| Romain Bardet          | AG2R La Mondiale    | 94     |
| Marcel Kittel          | Giant-Shimano       | 80     |
| Alexander Kristoff     | Katusha             | 78     |
| Haimar Zubeldia        | Trek Factory Racing | 70     |
| Laurens ten Dam        | Belkin              | 60     |

| Resto de corredores   | Resto de corredores     | Resto de corredores | Resto de corredores |
| --------------------- | ----------------------- | ------------------- | ------------------- |
| Ciclista              | Equipo                  | Puntos              |                     |
| Peter Sagan           | Cannondale              | 60                  |                     |
| Rafał Majka           | Tinkoff-Saxo            | 56                  |                     |
| Bauke Mollema         | Belkin                  | 50                  |                     |
| Pierre Rolland        | Europcar                | 42                  |                     |
| Tony Martin           | Omega Pharma-Quick Step | 40                  |                     |
| Ramūnas Navardauskas  | Garmin-Sharp            | 34                  |                     |
| Fränk Schleck         | Trek Factory Racing     | 30                  |                     |
| Tony Gallopin         | Lotto Belisol           | 28                  |                     |
| André Greipel         | Lotto Belisol           | 28                  |                     |
| Matteo Trentin        | Omega Pharma-Quick Step | 26                  |                     |
| Jurgen Van den Broeck | Lotto Belisol           | 24                  |                     |
| Michael Rogers        | Tinkoff-Saxo            | 22                  |                     |
| Lars Boom             | Belkin                  | 20                  |                     |
| John Degenkolb        | Giant-Shimano           | 20                  |                     |
| Blel Kadri            | Ag2r La Mondiale        | 20                  |                     |
| Yury Trofimov         | Katusha                 | 20                  |                     |
| Mark Renshaw          | Omega Pharma-Quick Step | 18                  |                     |
| Steven Kruijswijk     | Belkin                  | 16                  |                     |
| Greg Van Avermaet     | BMC Racing              | 16                  |                     |
| Tom Dumoulin          | Giant-Shimano           | 14                  |                     |
| Fabian Cancellara     | Trek Factory Racing     | 12                  |                     |
| Arnaud Démare         | FDJ.fr                  | 12                  |                     |
| Alberto Contador      | Tinkoff-Saxo            | 10                  |                     |
| Bryan Coquard         | Europcar                | 10                  |                     |
| Samuel Dumoulin       | Ag2r La Mondiale        | 10                  |                     |
| Jakob Fuglsang        | Astana                  | 10                  |                     |
| Christopher Horner    | Lampre-Merida           | 10                  |                     |
| Giovanni Visconti     | Movistar                | 10                  |                     |
| Thomas Voeckler       | Europcar                | 10                  |                     |
| Mikel Nieve           | Sky                     | 8                   |                     |
| Daniele Bennati       | Tinkoff-Saxo            | 6                   |                     |
| John Gadret           | Movistar                | 6                   |                     |
| Vasil Kiryienka       | Sky                     | 6                   |                     |
| Michał Kwiatkowski    | Omega Pharma-Quick Step | 6                   |                     |
| Michael Albasini      | Orica GreenEDGE         | 4                   |                     |
| Simon Gerrans         | Orica GreenEDGE         | 4                   |                     |
| Tanel Kangert         | Astana                  | 4                   |                     |
| Richie Porte          | Sky                     | 4                   |                     |
| José Serpa            | Lampre-Merida           | 4                   |                     |
| Cyril Gautier         | Europcar                | 2                   |                     |
| Matteo Montaguti      | Ag2r La Mondiale        | 2                   |                     |

## Retransmisiones televisivas

### En América del Sur
La retransmisión de la carrera para América del Sur estará a cargo de la cadena ESPN, en directo a través de su señal ESPN +, ESPN 3, ESPN HD y resúmenes diarios a través de ESPN Latinoamérica.

### En España
La retransmisión en España se dará en Teledeporte y por Televisión Española y por ETB 1 en el País Vasco y Navarra.

## La Course by Le Tour de France
Entre las actividades relacionadas con la disputa del Tour destacó la carrera femenina profesional de un día denominada oficialmente La Course by Le Tour de France (de categoría 1.1), disputada sobre el mismo circuito de la etapa final del Tour de Francia en los Campos Eliseos de París al que dieron 13 vueltas totalizando 89 km. Para no coincidir con el Tour esta se realizó por la mañana. A pesar de no tener grandes dificultades orográficas participaron gran parte de las mejores ciclistas debido a la cuantía de sus premios (6.000 € para la ganadora).
La clasificación final fue la siguiente:
| \| Clasificación general \| Clasificación general \| Clasificación general \| Clasificación general \| Clasificación general \| \| Ciclista \| Ciclista \| Equipo \| Tiempo \| \| \| --------------------- \| --------------------- \| ------------------------------- \| --------------------- \| --------------------- \| \| 1.ª \| Marianne Vos \| Rabo Liv Women \| 2 h 00 min 41 s \| \| \| 2.ª \| Kirsten Wild \| Giant-Shimano \| + 0 s \| \| \| 3.ª \| Leah Kirchmann \| Optum-Kelly Benefit Strategies \| + 0 s \| \| \| 4.ª \| Lisa Brennauer \| Specialized-Lululemon \| + 0 s \| \| \| 5.ª \| Shelley Olds \| Alé Cipollini \| + 0 s \| \| \| 6.ª \| Coryn Rivera \| UnitedHealthcare \| + 0 s \| \| \| 7.ª \| Jolien D'Hoore \| Lotto Belisol Ladies \| + 0 s \| \| \| 8.ª \| Emma Johansson \| Orica-AIS \| + 0 s \| \| \| 9.ª \| Simona Frapporti \| Astana BePink Womens \| + 0 s \| \| \| 10.ª \| Roxane Fournier \| Poitou-Charentes.Futuroscope.86 \| + 0 s \| \| |                  |                                 |                 |
| |                  |                                 |                 |
| |                  |                                 |                 |
| Clasificación general |                  |                                 |                 |
| Ciclista | Ciclista         | Equipo                          | Tiempo          |
| 1.ª | Marianne Vos     | Rabo Liv Women                  | 2 h 00 min 41 s |
| 2.ª | Kirsten Wild     | Giant-Shimano                   | + 0 s           |
| 3.ª | Leah Kirchmann   | Optum-Kelly Benefit Strategies  | + 0 s           |
| 4.ª | Lisa Brennauer   | Specialized-Lululemon           | + 0 s           |
| 5.ª | Shelley Olds     | Alé Cipollini                   | + 0 s           |
| 6.ª | Coryn Rivera     | UnitedHealthcare                | + 0 s           |
| 7.ª | Jolien D'Hoore   | Lotto Belisol Ladies            | + 0 s           |
| 8.ª | Emma Johansson   | Orica-AIS                       | + 0 s           |
| 9.ª | Simona Frapporti | Astana BePink Womens            | + 0 s           |
| 10.ª | Roxane Fournier  | Poitou-Charentes.Futuroscope.86 | + 0 s           |

A pesar de su supuesto éxito y promoción algunos medios especializados llegaron a calificar a esta carrera de "postureo" ya que según su opinión no aportaba nada nuevo al ciclismo femenino que no aportasen otras carreras con menos propaganda.